# 리찬천
리찬천(李璨琛, 이찬침, 본명은 리찬썬(李燦森, 이찬삼), 영문명은 Sam Lee, 초기 영문명은 Samuel McRae Lee, DJ Becareful, 1975년 9월 27일 ~ )은 중화인민공화국 홍콩 특별행정구의 남성 영화배우, 텔레비전 연기자, 광고 모델, 가수, 작사가, 래퍼, 힙합 디스크 자키, 방송인이다.

## 생애
홍콩에서 출생하여 지난날 한때 미국 캘리포니아주 로스앤젤레스에서 잠시 유아기를 보낸 적이 있는 그는 1997년 영화 《홍콩제조(香港製造)》의 주연으로 영화배우 첫 데뷔하였고 1999년에는 가수로도 데뷔하였으며 2002년부터는 텔레비전 드라마에도 출연하기 시작하였다. 그는 힙합과 랩과 디제잉에도 조예가 깊다.

## 수상 경력
- 1997년 제34회 중화민국 타이완 영화 금마장 최우수남우주연상 수상
- 1998년 제17회 홍콩 영화 금상장 최우수남자신인상 수상
- 1999년 제18회 홍콩 영화 금상장 최우수남자배우상 수상
- 2006년 제43회 중화민국 타이완 영화 금마장 최우수남우주연상 수상